# Dolce stil novo
(Francesco de Sanctis, Storia della letteratura italiana)
Il dolce stil novo (o stil novo o stilnovismo) è l'importante corrente poetica che si diffuse in Italia tra la fine del '200 e l'inizio del '300, iniziata a Bologna da Guido Guinizelli (1235-1276) e sviluppata da Dante, Cavalcanti, Cino da Pistoia e altri poeti.
Lo stil novo influenzò parte della poesia italiana fino a Francesco Petrarca: divenne guida, infatti, di una profonda ricerca verso un'espressione raffinata e "nobile" dei propri pensieri, staccando la lingua dal volgare municipale, e portando in tal modo la tradizione letteraria italiana verso l'ideale di un poetare ricercato e aulico. Nascono le rime nuove, una poesia che non ha più al centro soltanto la sofferenza dell'amante, ma anche le celebrazioni delle doti spirituali dell'amata, a prescindere dalla corresponsione o meno del sentimento amoroso (lo "stilo de la loda" dantesco). A confronto con le tendenze precedenti, come la scuola di Guittone d'Arezzo, la poetica stilnovista acquista un carattere qualitativo e intellettuale più elevato: il regolare uso di metafore e simboli, così come i duplici significati delle parole.

## Origine dell'espressione

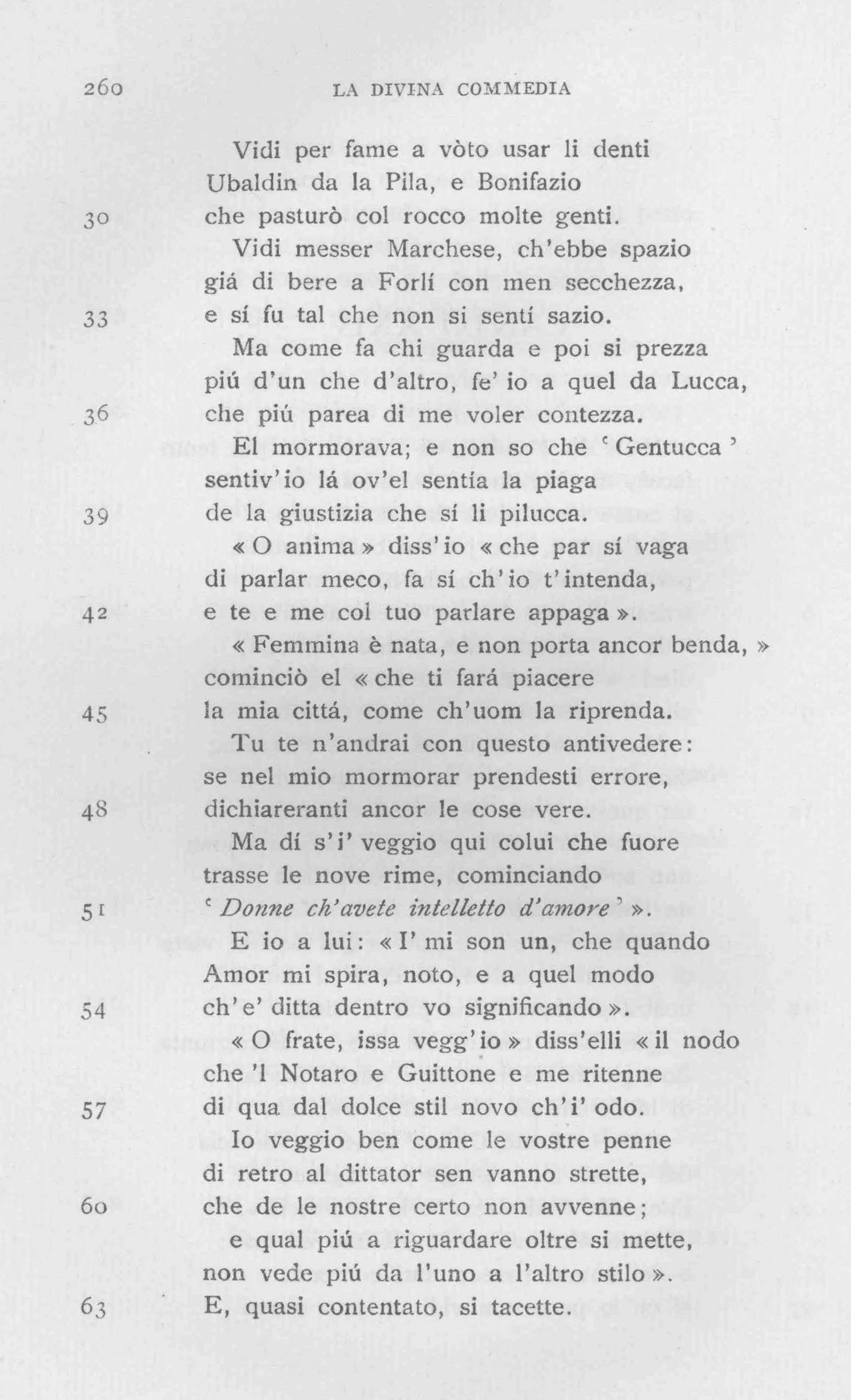
Divina Commedia, Dante Alighieri, Canto XXIV del Purgatorio: il rimatore guittoniano Bonagiunta Orbicciani da Lucca definisce la canzone dantesca "Donne ch'avete intelletto d'amore" con l'espressione “dolce stil novo”, distinguendola dalla produzione precedente per luminosità e semplicità.

L'origine dell'espressione è da rintracciare nella Divina Commedia di Dante Alighieri (Canto XXIV del Purgatorio): in essa infatti il rimatore guittoniano Bonagiunta Orbicciani da Lucca definisce la canzone dantesca "Donne ch'avete intelletto d'amore" con l'espressione dolce stil novo, distinguendola dalla produzione precedente (come quella del Notaro Jacopo da Lentini, di Guittone e sua), per il modo di penetrare interiormente luminoso e semplice, libero dal nodo dell'eccessivo formalismo stilistico (Guittone d'Arezzo).
trasse le nove rime, cominciando

Donne ch'avete intelletto d'amore."

E io a lui: "I'mi son un che, quando

Amor mi spira, noto, e a quel modo

ch'e' ditta dentro vo significando."

"O frate, issa vegg'io", diss'elli, "il nodo

che 'l Notaro e Guittone e me ritenne

di qua dal dolce stil novo ch'i' odo!"»
(Purg. XXIV, vv. 49-57)

## La corrente
Nasce a Bologna, e poi si sviluppa maggiormente tra il 1280 e il 1310 a Firenze, città d'origine di quasi tutti i componenti del movimento stilnovistico, escludendo Cino da Pistoia e lo stesso Guido Guinizelli.
Il manifesto di questa nuova corrente poetica è la canzone di Guinizzelli Al cor gentil rempaira sempre amore; in questo componimento egli esplicita le caratteristiche della donna intesa dagli stilnovisti che poi sarà il cardine della poesia stilnovista. La figura femminile evolve verso la figura di una "donna-angelo", intermediaria tra l'uomo e Dio, capace di sublimare il desiderio maschile purché l'uomo dimostri di possedere un cuore gentile e puro, cioè nobile d'animo; amore e cuore gentile finiscono così con l'identificarsi totalmente.
Questa teoria, avvalorata nel componimento da molteplici sillogismi, rimarrà la base della poesia di Dante e di coloro che fecero parte dello stil novo, di generazione successiva, che vedranno in Guinizelli e Dante Alighieri i loro maestri. La corrente del dolce stil novo segue e contrasta, grazie a un approccio e a una visione dell'amore del tutto innovativi, la precedente corrente letteraria dell'"amor cortese". Contro quest'ultima, infatti, introduceva nei testi riferimenti filosofici, morali oppure religiosi, tanto che autori contemporanei (Bonagiunta Orbicciani, ad esempio, in un noto sonetto indirizzato a Guido Guinizelli, Voi che avete mutata la mainera) si lamentarono dell'oscurità e della "sottiglianza" delle poesie specificando che un tale registro poetico non avrebbe suscitato né interessi né adesioni nel mondo toscano; la critica era quella di aver unito la filosofia alla poesia.
Guinizelli risponderà a Bonagiunta nel sonetto "Omo che è saggio non corre leggero", in cui ricorda la vanità di giudizi espressi senza adeguata riflessione e conoscenza dei temi trattati; nello stesso testo approfitterà per replicare la propria opinione: come i talenti naturali sono diversi per volontà divina, così è legittimo che ci siano modi ed atteggiamenti diversi di poetare (Alberto Asor Rosa).

### L'amore
Con lo Stilnovo si affermava un nuovo concetto di amore impossibile, con i suoi precedenti nella tradizione culturale e letteraria trobadorica e siciliana, nonché un nuovo concetto di donna, concepita adesso come donna angelo, cioè donna angelicata. Nella visione stilnovistica, ha la funzione di indirizzare l'animo dell'uomo verso la sua nobilitazione e sublimazione: quella dell'Amore assoluto identificabile pressoché con l'immagine della purezza di Dio. La donna angelicata, che nello stilnovo è finalmente identificata da un più o meno parlante nome proprio, è oggetto di un amore tutto platonico ed inattivo: non veri atti di conquista o semplice corteggiamento sono compiuti nella sua direzione. Parlare di lei è pura ascesa e nobilitazione dello spirito, puro elogio e contemplazione descrittiva-visiva che consente al poeta di mantenere sempre intatta e puramente potente la propria ispirazione, in quanto diretta a un oggetto volontariamente cristallizzato e giammai raggiungibile.
I concetti dell'amore e della sua trascendenza in grado di dettare le parole al cuore del poeta stilnovista sono profondamente legati alla natura elitaria e ristretta del circolo (mai tuttavia vi fu una scuola stilnovista) ed agli studi in ambito filosofico dei partecipanti del suddetto. Tuttavia, le esperienze poetiche, sebbene accomunate da fattori comuni, differiscono l'una dall'altra: si passa dalle varie accezioni dell'esperienza amorosa (da nobilitante ad angosciante ed inebetente) proprie del canzoniere cavalcantiano ai temi topici dello sguardo liberatorio e salvifico della donna-angelo, presenti nel padre spirituale della corrente, assolutamente estraneo però a quel ristretto circolo di amici a cui si legano le esperienze propriamente stilnoviste. Guido Guinizelli, nella sua canzone Al cor gentil rempaira sempre amore, immagina, nei versi finali, di potersi giustificare di fronte a Dio che lo interroga sul motivo per cui indirizzò ad un essere umano le lodi e l'amore che a Lui e alla Madonna soltanto convengono; a tali domande egli si giustifica testimoniando l'angelicità delle sembianze dell'amata: "Tenne d'angel semblanza / che fosse del tuo regno; / non me fu fallo, s'in lei posi amanza" (vv. 57-60), ossia "aveva l'aspetto (semblanza) di un angelo che appartenesse al tuo regno, non feci peccato (non me fu fallo) se posi in lei il mio amore (amanza)".
È dunque principalmente a partire dall'esperienza di Guido Guinizelli, che si configura nella metaforica somiglianza tra la figura della donna e quella di un celeste messaggero, che il legame tra l'aspirazione amorosa terrena e quella divina diviene, soprattutto nella poetica dantesca successiva al periodo stilnovista ed alla morte di Beatrice, sempre più saldo, arrivando ad affermare una reale identità metafisica della donna: un essere quasi ultraterreno, o intermediario tra Dio e l'uomo. A questa visione spiritualizzata dell'amore non sono estranei influssi filosofico-religiosi della Scolastica medievale: il pensiero di san Tommaso d'Aquino, il misticismo di San Bonaventura, nonché le riflessioni di Aristotele lette attraverso l'interpretazione medievale del filosofo arabo Averroè (la dottrina di Guido Cavalcanti sugli spiritelli è di matrice averroistica). Gli stilnovisti applicarono all'àmbito amoroso il principio della filosofia aristotelico-tomistica, secondo cui ogni realtà è realizzazione di una potenzialità. Al momento dell'innamoramento la nobiltà presente in potenza nel cuore si attualizza; ogni "cuore gentile" contiene in sé la naturale predisposizione all'amore, e l'amore in atto equivale all'espressione della nobiltà d'animo e conduce quindi ad una elevazione morale. È importante sottolineare che la nobiltà di cui parla lo stilnovismo non è una nobiltà di sangue ma è la manifestazione delle doti spirituali e culturali della persona.
La poesia stilnovista è l'espressione della cultura dell'antica nobiltà e della borghesia ricca e mercantile (giudici; notai; maestri di retorica, di grammatica e di diritto), ossia gli strati socialmente più alti del Comune. I vecchi valori della precedente cultura hanno ormai ceduto il passo di fronte alle nuove generazioni della civiltà comunale, che si sentono nobili per una loro nobiltà spirituale conquistata con l'esperienza, la vita, la meditazione e la dottrina e che si riassume in una nuova coscienza di aristocratica gentilezza d'animo e di mente.

### Lo stile
La fondamentale novità dell'esperienza poetica dello stil novo risiede nella contestazione della poesia, nell'affermazione di una nuova concezione dell'amore e della donna e, soprattutto, in una nuova concezione stilistica. Rispetto ai canoni guittoniani di un raffinatissimo e difficile trobar clus, caratterizzato da oscurità e da ardue sperimentazioni stilistiche, lo Stilnovo rinnova il concetto di trobar leu, fondando uno stile poetico caratterizzato da rime dolci e piane, segnate da una profonda cantabilità del verso.

## Autori

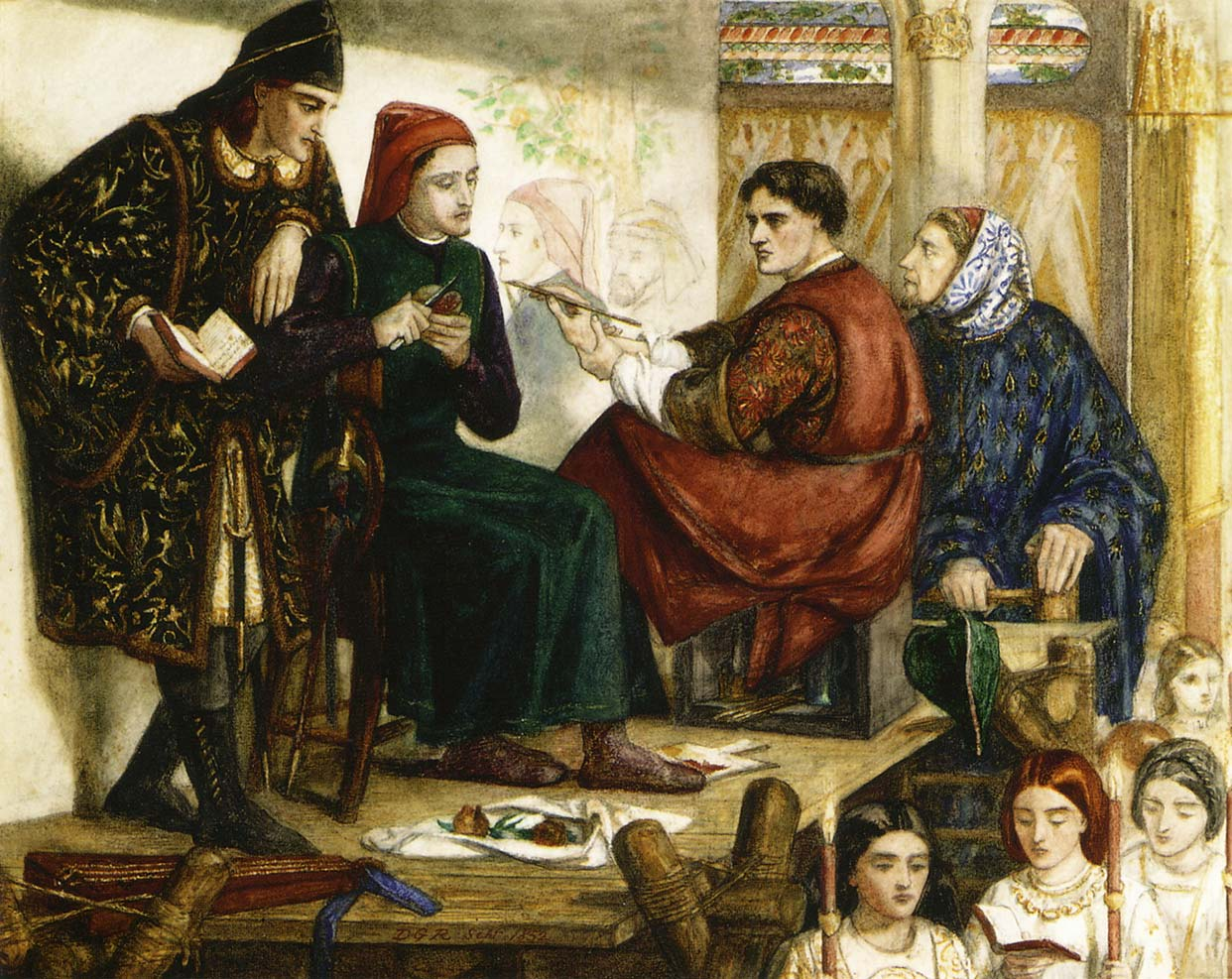
Dante Gabriele Rossetti, da sinistra verso destra: Guido Cavalcanti che recita le poesie del già defunto Guido Guinizzelli, Dante, Giotto e Cimabue. Sotto l'impalcatura è presente Beatrice tra le donne in processione verso la chiesa.

I principali autori di questa corrente letteraria sono per la maggior parte toscani, oltre a Guido Guinizelli, bolognese, considerato il precursore del movimento: Dante Alighieri, Guido Cavalcanti, Lapo Gianni, Gianni Alfani, Cino de' Sigilbuldi da Pistoia e Dino Frescobaldi. Di questi Dante e Cavalcanti hanno dato il maggior contributo, mentre Cino da Pistoia svolse l'importante ruolo di mediatore tra lo stil novo ed il primo Umanesimo, tanto che nelle sue poesie si notano i primi tratti dell'antropocentrismo. Questi poeti appartenevano ad una cerchia ristretta di intellettuali, che di fatto costituivano un'aristocrazia, non di sangue, ma di nobiltà d'animo: essi erano contraddistinti da un'aristocrazia culturale e spirituale. Erano tutti molto eruditi, e appartenevano all'alta borghesia universitaria. Il pubblico a cui si rivolgono è una stretta cerchia di eletti, capaci di comprendere le loro produzioni: l'istruzione retorica, infatti, non era più sufficiente a comprendere appieno tali poesie. Fortemente radicata in questi autori è la concezione che per produrre poesie d'amore siano necessarie conoscenze scientifiche e teologiche: da qui la minor considerazione nei confronti dei guittoniani, non sempre dotati di tali conoscenze.